# Недоречний трах, або Божевільне порно
«Недоречний трах, або Божевільне порно» (рум. Babardeală cu bucluc sau porno balamuc) — румунський художній фільм 2021 року режисера Раду Жуде, який отримав головний приз 71-го Берлінського міжнародного кінофестивалю.

## Сюжет
Головна героїня фільму — вчителька, чиє інтимне відео виявилося в інтернеті; через це її чекає розбір у школі, на батьківських зборах.

## В ролях
- Катя Паскарю — Емі.
- Клаудія Іеремія
- Олімпія Малай

## Виробництво і сприйняття
Фільм отримав «Золотого ведмедя» на 71-му Берлінському міжнародному кінофестивалі.